# Lamposaari (ö i Södra Savolax, S:t Michel, lat 61,47, long 26,67)
Lamposaari är en ö i Finland. Den ligger i sjön Lahnavesi och i kommunen Mäntyharju i den ekonomiska regionen  S:t Michel och landskapet Södra Savolax, i den södra delen av landet, 170 km nordost om huvudstaden Helsingfors. Öns area är 3,3 hektar och dess största längd är 380 meter i nord-sydlig riktning.